# عصب زبانی حلقی
عصب زبانی حلقی (به انگلیسی: Glossopharyngeal nerve) زوج نهم از میان دوازده جفت عصب مغزی بوده که دارای اعمال حسی و حرکتی است. عصب نهم ازنظر حسی، یک سوم پشتی زبان، مخاط حلق، شیپور استاش، لوزه‌ها و پرده صماخ را عصب دهی می‌کند. فیبرهای حرکتی از این عصب مغزی به نواحی کام‌نرم و گلو فرستاده می‌شود. هسته‌های زوج نهم در پیاز نخاع قرار دارند که عبارتند از:
هستهٔ راه منزوی(جهت حس چشایی و عمومی)
هستهٔ آمبیگوس
هستهٔ سالیواتوری تحتانی
عصب زبانی حلقی همانند عصب حرکتی چشمی(زوج سوم)، عصب چهره‌ای(زوج هفتم) و زوج دهم(عصب واگ)حاوی فیبرهای پاراسمپاتیک است. فیبرهای پاراسمپاتیک زوج نهم به غده بناگوشی می‌روند.

## نگارخانه

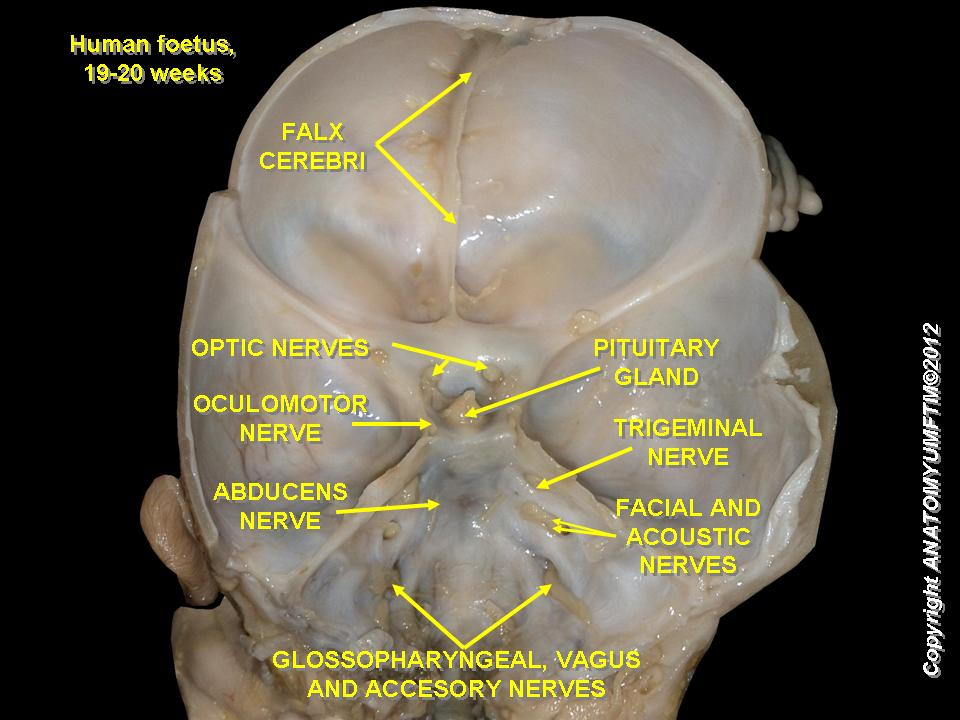
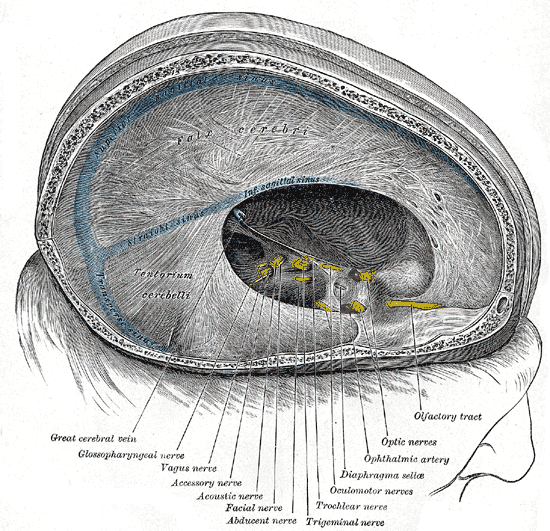
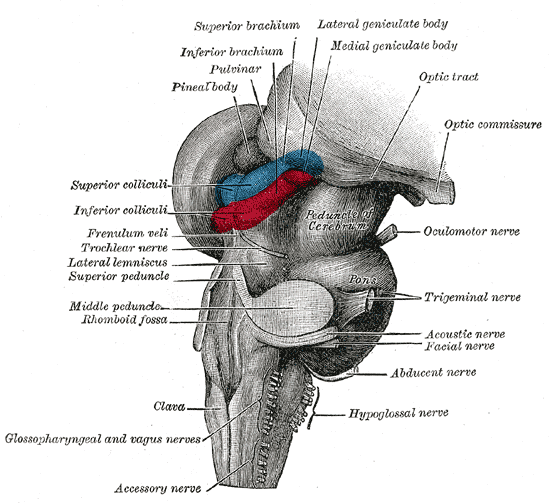
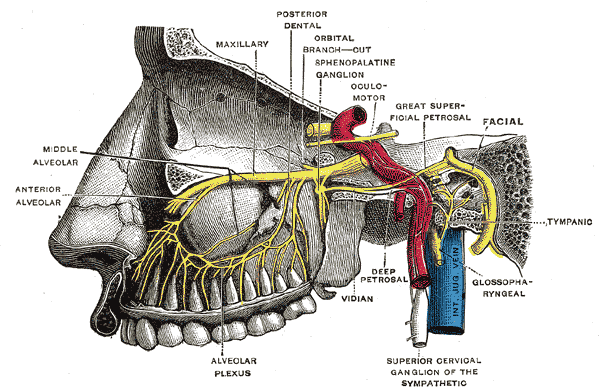
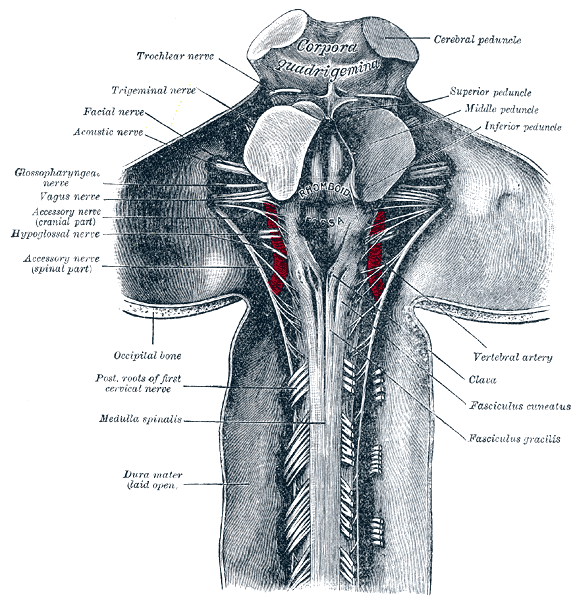
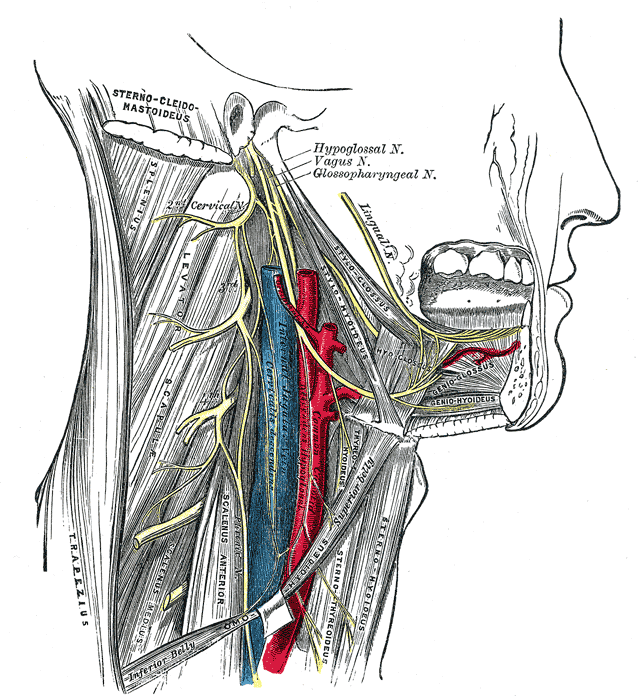